# 1971 no desporto

## Automobilismo
- 6 de março - Mario Andretti vence o GP da África do Sul, sua primeira vitória na Fórmula 1.[1]
- 15 de agosto - No GP da Áustria, Jackie Stewart abandonou-a, mas o escocês torna-se bicampeão mundial de Fórmula 1 com três provas de antecedência. Os dois concorrentes ao título que precisava da vitória para continuar na disputa com Stewart falharam: o belga Jacky Ickx abandonou-a por problema na vela de ignição e o sueco Ronnie Peterson fechou em 8º lugar (não pontuou).[2]

## Futebol
- 17 de abril - A legendária equipe de futebol estadunidense New York Cosmos realiza sua primeira partida oficial vencendo o Saint Louis Stars por 2 a 1.
- 2 de junho - O Ajax (Holanda) vence o Panathinaikos (Grécia) por 2 a 0 em Wembley, Inglaterra e torna-se campeão da Liga dos Campeões da Europa. É a inédita conquista do clube holandês na competição.[3]
- 9 de junho - O Nacional vence o Estudiantes por 2 a 0 em Lima, Peru, no terceiro jogo, e torna-se campeão da Libertadores da América. É o inédito título do Decano que para ser campeão perdeu no primeiro jogo em La Plata, na Argentina, por 1 a 0 e no segundo jogo em Montevidéu venceu por 1 a 0. O clube uruguaio interrompe os quatro títulos seguidos de hegemonia argentina.[4]
- 25 de julho - O Coritiba empata com o União Bandeirante em 1 a 1 e torna-se campeão paranaense com uma rodada de antecedência. É o vigésimo título do Coxa Branca.[5]
- 1 de agosto - O Bahia vence o Vitória por 1 a 0 na Fonte Nova e torna-se bicampeão baiano.[6]
- 8 de agosto - Foi fundada a Camisa 12 Torcida Organizada do Sport Club Corinthians Paulista, uma das maiores Torcidas Organizadas do Brasil.
- 28 de agosto - Pela primeira vez a UEFA decide cancelar a Copa Intercontinental, devido a negativa do Ajax ter-se recusado a jogar em Montevidéu contra o Nacional, alegando temer pelas violências dos jogadores uruguaios. Os dirigentes do clube holandês alegaram que o Feyenoord (campeão europeu de 1970) enfrentou muita violência na Copa Intercontinental de 1970, quando jogou no país do Estudiantes, a Argentina. Os dirigentes do Ajax alegaram outro motivo para não viajar, dizendo que os atestados de vacina necessários poderiam prejudicar a saúde dos jogadores para as partidas da Liga dos Campeões.[7]
- 9 de novembro - Numa solução rápida, a UEFA permite que o clube grego Panathinaikos (atual vice-campeão europeu) seja o substituto do atual campeão e decidir contra o clube uruguaio.[8]
- 19 de dezembro - O Atlético Mineiro vence o Botafogo, dentro do Maracanã, por 1 a 0, e torna-se campeão brasileiro de futebol. O único gol foi marcado por Dario (Dadá Maravilha), que terminou o campeonato como artilheiro com 15 gols.
- 28 de dezembro - O Nacional vence o Panathinaikos por 2 a 1 em Montevidéu e sagra-se campeão intercontinental. No jogo de ida em Pireu, Grécia, o Decano empatou em 1 a 1. É a conquista inédita do clube uruguaio.[9]

## Nascimentos
| Data            | Nome                 | Profissão                 | Nacionalidade              | Observações | Ref    |
| --------------- | -------------------- | ------------------------- | -------------------------- | ----------- | ------ |
| 4 de janeiro    | Richie Hearn         | automobilista             | Estados Unidos             |             |        |
| 8 de janeiro    | Pascal Zuberbühler   | futebolista               | Suíça                      |             |        |
| 11 de janeiro   | Ulrich van Gobbel    | futebolista               | Países Baixos              |             |        |
| 14 de janeiro   | Gheorghe Mureşan     | ex-basquetebolista        | Roménia                    |             |        |
| 14 de janeiro   | Antonios Nikopolidis | futebolista               | Grécia                     |             |        |
| 18 de janeiro   | Christian Fittipaldi | automobilista             | Brasil                     |             |        |
| 18 de janeiro   | Josep Guardiola      | futebolista               | Espanha                    |             |        |
| 21 de janeiro   | Dmitriy Khlestov     | futebolista               | Rússia                     |             |        |
| 22 de janeiro   | Gonzalo Rodríguez    | automobilista             | Uruguai                    | m. 1999     | [ 10 ] |
| 25 de janeiro   | Jaques Lazier        | automobilista             | Estados Unidos             |             |        |
| 25 de janeiro   | Luca Badoer          | automobilista             | Itália                     |             |        |
| 28 de janeiro   | Lucrécia Jardim      | atleta, velocista         | Portugal                   |             |        |
| 1 de fevereiro  | Zlatko Zahovič       | futebolista               | Eslovênia                  |             |        |
| 2 de fevereiro  | Slobodan Komljenović | futebolista               | Sérvia                     |             |        |
| 8 de fevereiro  | Andrus Veerpalu      | esquiador                 | Estónia                    |             |        |
| 8 de fevereiro  | Adrian Boothroyd     | treinador de futebol      | Inglaterra                 |             |        |
| 9 de fevereiro  | Johan Mjällby        | futebolista               | Suécia                     |             |        |
| 11 de fevereiro | Susi Susanti         | Badmínton                 | Indonésia                  |             |        |
| 17 de fevereiro | Carlos Gamarra       | futebolista               | Paraguai                   |             |        |
| 23 de fevereiro | Joe-Max Moore        | futebolista               | Estados Unidos             |             |        |
| 24 de fevereiro | Pedro de la Rosa     | automobilista             | Espanha                    |             |        |
| 26 de março     | Liviu Ciobotariu     | futebolista               | Roménia                    |             |        |
| 27 de março     | David Coulthard      | automobilista             | Escócia                    |             |        |
| 1 de abril      | Shinji Nakano        | automobilista             | Japão                      |             |        |
| 2 de abril      | Edmundo              | futebolista               | Brasil                     |             |        |
| 2 de abril      | Emmanuel Collard     | automobilista             | França                     |             |        |
| 2 de abril      | Chic Arce            | futebolista               | Paraguai                   |             |        |
| 3 de abril      | Vitālijs Astafjevs   | futebolista               | Letónia                    |             |        |
| 5 de abril      | Nelson Parraguez     | futebolista               | Chile                      |             |        |
| 7 de abril      | Victor Kraatz        | patinador artístico       | Canadá                     |             |        |
| 9 de abril      | Jacques Villeneuve   | automobilista             | Canadá                     |             |        |
| 12 de abril     | Fernando Meligeni    | tenista                   | Brasil · Argentina (nasc.) |             |        |
| 12 de abril     | Elena Batukhtina     | jogadora de vôlei         | Rússia                     |             |        |
| 14 de abril     | Miguel Calero        | ex-goleiro                | Colômbia                   | m. 2012     | [ 11 ] |
| 22 de abril     | Vladimir Fedorov     | patinador artístico       | Rússia                     |             |        |
| 2 de maio       | Buzz Calkins         | automobilista             | Estados Unidos             |             |        |
| 4 de maio       | Luiz Garcia Júnior   | automobilista             | Brasil                     |             |        |
| 14 de maio      | Oséas                | futebolista               | Brasil                     |             |        |
| 10 de maio      | David Lelei          | atleta                    | Quênia                     | m. 2010     |        |
| 20 de maio      | Tony Stewart         | automobilista             | Estados Unidos             |             |        |
| 25 de maio      | Stefano Baldini      | atleta, maratonista       | Itália                     |             |        |
| 28 de maio      | Ekaterina Gordeeva   | patinadora artística      | Rússia                     |             |        |
| 9 de junho      | Jean Galfione        | atleta, saltador com vara | França                     |             |        |
| 12 de junho     | Mark Henry           | wrestler                  | Estados Unidos             |             |        |
| 16 de junho     | David Muffato        | automobilista             | Brasil                     |             |        |
| 23 de junho     | Enrique Romero       | futebolista               | Espanha                    |             |        |
| 26 de junho     | Leonardo Gaciba      | árbitro                   | Brasil                     |             |        |
| 26 de junho     | Max Biaggi           | motociclista              | Itália                     |             |        |
| 28 de junho     | Fabien Barthez       | futebolista               | França                     |             |        |
| 24 de julho     | Dino Baggio          | futebolista               | Itália                     |             |        |
| 4 de agosto     | Jeff Gordon          | automobilista             | Estados Unidos             |             |        |
| 10 de agosto    | Roy Keane            | futebolista               | Irlanda                    |             |        |
| 12 de agosto    | Pete Sampras         | tenista                   | Estados Unidos             |             |        |
| 16 de agosto    | Knut Tørum           | treinador                 | Noruega                    |             |        |
| 19 de agosto    | João Vieira Pinto    | futebolista               | Portugal                   |             |        |
| 23 de agosto    | Demetrio Albertini   | futebolista               | Itália                     |             |        |
| 26 de agosto    | Giuseppe Pancaro     | futebolista               | Itália                     |             |        |
| 28 de agosto    | Todd Eldredge        | patinador artístico       | Estados Unidos             |             |        |
| 29 de agosto    | Marco Sandy          | futebolista               | Bolívia                    |             |        |
| 31 de agosto    | Nobuatsu Aoki        | motociclista              | Japão                      |             |        |
| 31 de agosto    | Pádraig Harrington   | golfista                  | Irlanda                    |             |        |
| 1 de setembro   | Hakan Şükür          | futebolista               | Turquia                    |             |        |
| 3 de setembro   | Paolo Montero        | futebolista               | Uruguai                    |             |        |
| 4 de setembro   | Lilian Laslandes     | futebolista               | França                     |             |        |
| 17 de setembro  | Sergej Barbarez      | futebolista               | Bósnia e Herzegovina       |             |        |
| 18 de setembro  | Lance Armstrong      | ciclista                  | Estados Unidos             |             |        |
| 20 de setembro  | Henrik Larsson       | futebolista               | Suécia                     |             |        |
| 30 de setembro  | Leila Barros         | jogadora de vôlei         | Brasil                     |             |        |
| 14 de outubro   | Antonios Nikopolidis | futebolista               | Grécia                     |             |        |
| 14 de outubro   | Jorge Costa          | futebolista               | Portugal                   |             |        |
| 15 de outubro   | Niko Kovač           | futebolista               | Croácia                    |             |        |
| 27 de outubro   | Theodoros Zagorakis  | futebolista               | Grécia                     |             |        |
| 30 de outubro   | Paulo Nunes          | futebolista               | Brasil                     |             |        |
| 1 de novembro   | Alexei Tikhonov      | patinador artístico       | Rússia                     |             |        |
| 16 de novembro  | Mustapha Hadji       | futebolista               | Marrocos                   |             |        |
| 16 de novembro  | Alexander Popov      | nadador                   | Rússia                     |             |        |
| 25 de novembro  | Paulo Torres         | treinador de futebol      | Portugal                   |             |        |
| 2 de dezembro   | Francesco Toldo      | futebolista               | Itália                     |             |        |
| 3 de dezembro   | Dwight Yorke         | futebolista               | Trinidad e Tobago          |             |        |
| 10 de dezembro  | Carla Sacramento     | atleta, meio-fundista     | Portugal                   |             |        |
| 18 de dezembro  | Arantxa Sánchez      | ex-tenista                | Espanha                    |             |        |
| 21 de dezembro  | Margarita Drobiazko  | patinadora artística      | Lituânia                   |             |        |
| 29 de dezembro  | Niclas Alexandersson | futebolista               | Suécia                     |             |        |
| 30 de dezembro  | Juan Carlos Henao    | futebolista               | Colômbia                   |             |        |

## Mortes
| Data        | Nome            | Profissão                      | Nacionalidade  | Observações | Ref    |
| ----------- | --------------- | ------------------------------ | -------------- | ----------- | ------ |
| 19 de abril | Earl Thomson    | atleta                         | Canadá         | n. 1895     | [ 12 ] |
| 6 de agosto | Jennison Heaton | piloto de bobsleigh e skeleton | Estados Unidos | n. 1904     |        |
| ?           | John Greig      | patinador artístico            | Reino Unido    | n. 1881     |        |